# Mytikas (Olymp)
Mytikas (řecky Μύτικας) je nejvyšší vrchol pohoří Olymp a současně nejvyšší hora Řecka. Dosahuje nadmořské výšky 2917.727  m a je tak nejvyšším ze sedmi vrcholů na hlavním olympském hřebeni. Název pochází ze slova Myt, což znamená nos. Nachází se asi 30 km na západ od jihozápadního pobřeží Soluňského zálivu Egejského moře. Podle starých řeckých pověstí zde sídlí řečtí bohové.

## Fotogalerie

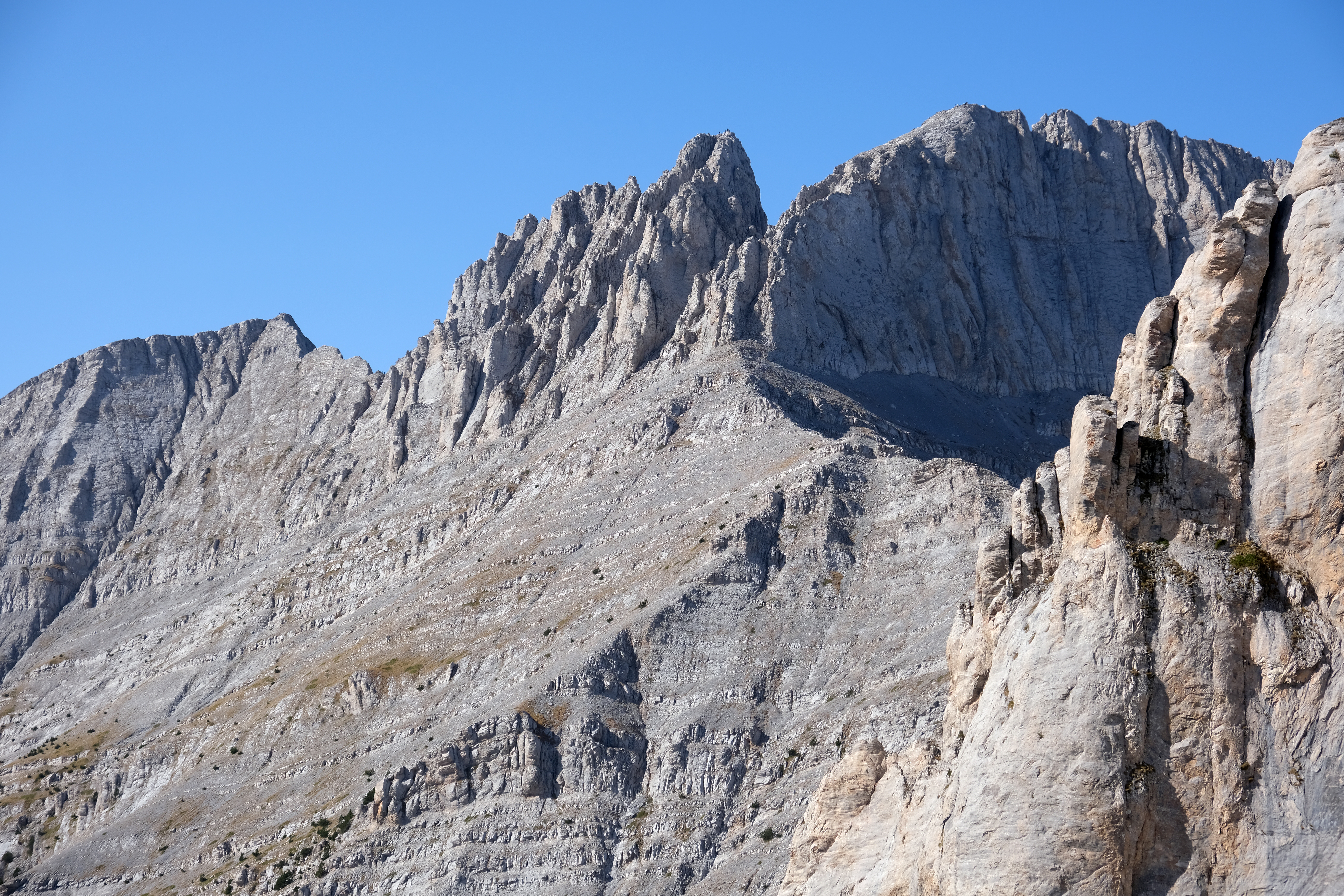
Olymp z dálky

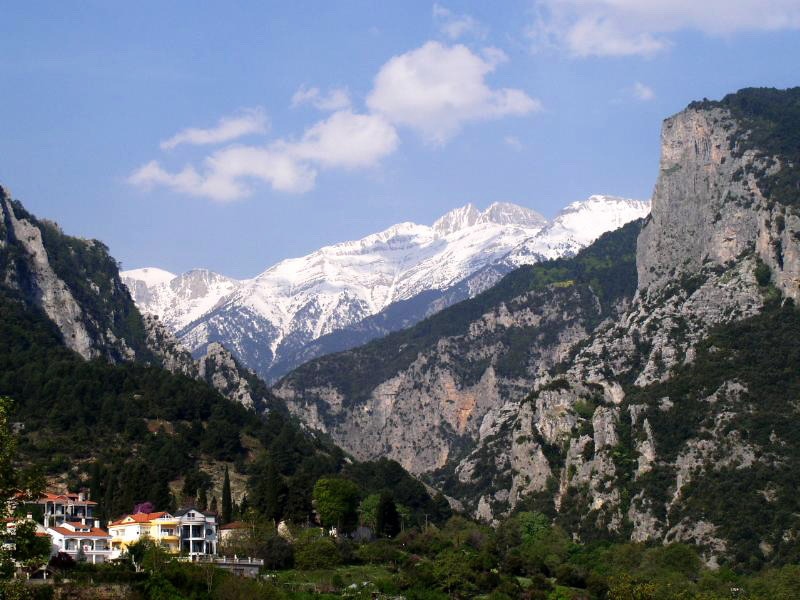
Olymp z Litochora

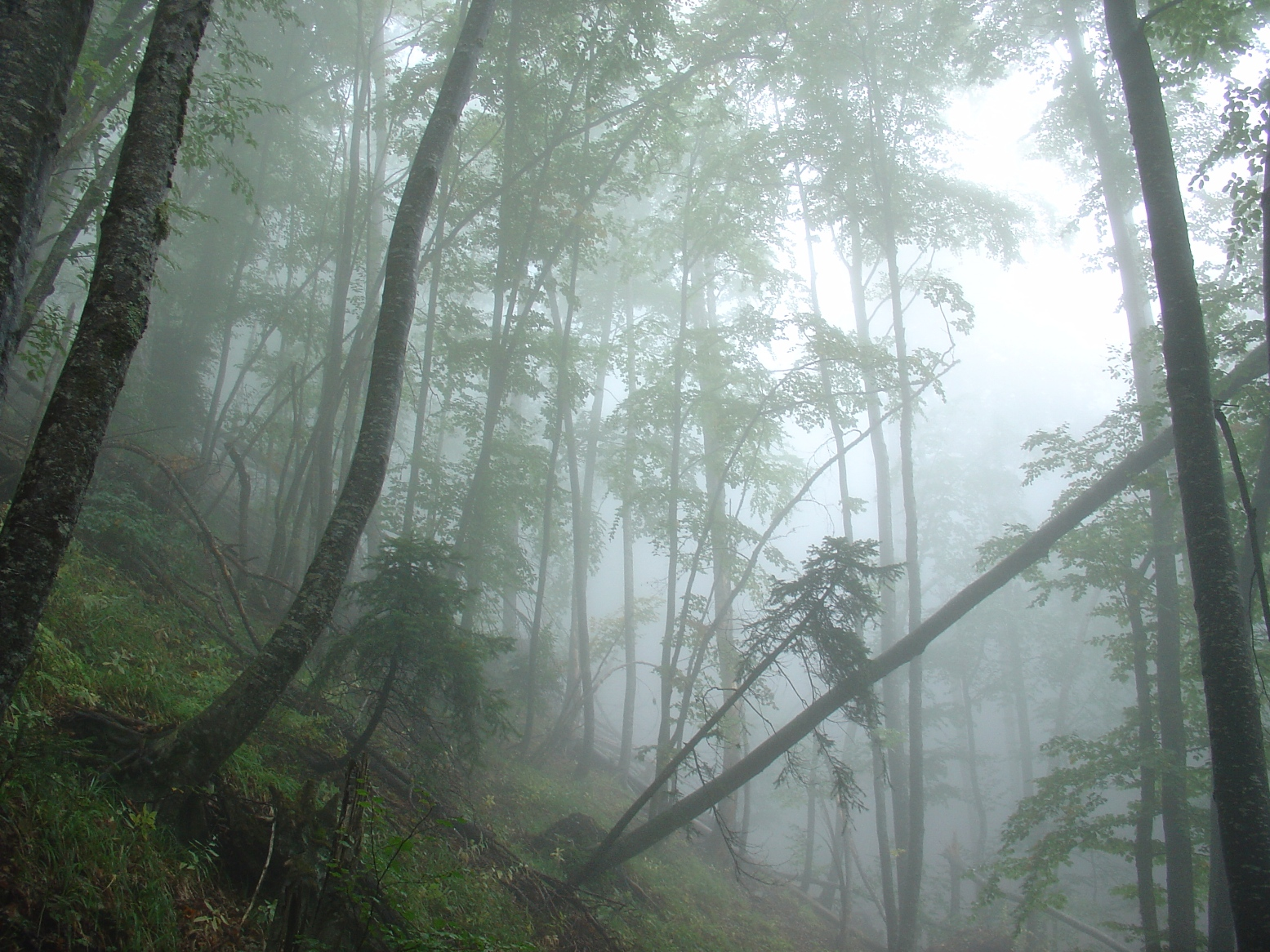
Lesy na úpatí Olympu

3D model masivu Olympu